# HD87500
HD87500 — хімічно пекулярна зоря спектрального класу F0, що має видиму зоряну величину в смузі V приблизно  6,4.
Вона  розташована на відстані близько 371,9 світлових років від Сонця.

## Фізичні характеристики
Зоря HD87500 обертається 
дуже швидко 
навколо своєї осі. Проєкція її екваторіальної швидкості на промінь зору становить  Vsin(i)=186км/сек.